# Microregiunea Sellye
Microregiunea Sellye (în maghiară Sellyei kistérség) a fost o microregiune statistică (kistérség) din județul Baranya, Ungaria.
Cu o populație de circa 13.027 locuitori și o suprafață de 463,33 km2, aceasta a existat până în 2014, când în Ungaria, microregiunile ”kistérségek” au fost înlocuite de districte (járások).